# Hemiprocne
Hemiprocne is een geslacht van vogels uit de familie boomgierzwaluwen (Hemiprocnidae). 
Boomgierzwaluwen zijn kleine tot middelgrote gierzwaluwachtigen van 15 tot 30 cm lengte. Ze hebben lange vleugels. Dit komt vooral door de forse lengte van de handpennen. De armpennen zijn weer heel kort. Qua uiterlijk verschillen ze sterk van andere gierzwaluwen, door aangename kleuren (bij mannetjes iridiserende verenkleed), lange gevorkte staarten, een kuifje op de kop en sierveren rond het oog. Ook anatomisch zijn er grote verschillen in het sklelet van boomgierzwaluwen en gewone gierzwaluwen.

## Taxonomie
Het geslacht telt de volgende vier soorten.
- Hemiprocne comata – Kleine boomgierzwaluw
- Hemiprocne coronata – Gekroonde boomgierzwaluw
- Hemiprocne longipennis – Gekuifde boomgierzwaluw
- Hemiprocne mystacea – Witsnorboomgierzwaluw